# Typhlosaurus braini
Typhlosaurus braini är en ödleart som beskrevs av  Johann Wilhelm Haacke 1964. Typhlosaurus braini ingår i släktet Typhlosaurus och familjen skinkar. Inga underarter finns listade i Catalogue of Life.